# Craft The World
Craft The World (с англ. — «craft» — мастерить, обрабатывать; с англ. — «world» — мир) — компьютерная игра в жанре песочницы с элементами стратегии, разработанная студией Dekovir. 17 ноября 2013 года состоялся выход игры в раннем доступе. Полноценный релиз проекта состоялся 24 ноября 2014 года.

## Игровой процесс

### Режимы игры
В настоящее время Craft the World имеет три режима игры: Кампания, Своя игра и Мультиплеер. В режиме Своей игры настройки позволяют выставить сложность игры, режим игры, режим технологии, тип мира, погодные явления и размер мира.

#### Режим кампании
Режим игры, предусматривающий открытие новых рецептов крафта предметов при продвижении по дереву технологий. Также в кампании есть уровни, после прохождения которых открывается следующий, новый уровень с уникальным миром. Главным условием открытия нового уровня является восстановление портала между мирами (состоит из 5 элементов, рецепты которых выпадают с боссов в секретных комнатах).
Уровни кампании:
1. Лесной мир (Земля новых надежд)
2. Снежный мир (Земля зимних небес)
3. Пустыня (Земля сухих ветров)
4. Подземный мир (Земля опасных пещер)
5. Мир безграничных чудес (на стадии разработки)

#### Режимы своей игры
- Песочница — режим игры без использования дерева технологий. Каждый предмет можно изготовить с начала игры (при наличии нужного количества ингредиентов), включая Тотем и Заклинания. А также, в отличие от дерева технологий, для изготовления доступны все предметы, имеющие рецепт крафта (то есть вы можете изготовить любой предмет, выложив в правильной последовательности ингредиенты даже при отсутствии рецепта на складе)[2].
- Дерево технологий — мир построен на продвижении по дереву технологий (рецепты новых предметов становятся доступными только после выполнения необходимых условий их открытия)[3].
- Всё исследовано — режим игры, схожий с песочницей, однако не надо искать рецепты. Зайдя в меню создания можно увидеть все возможные предметы и какие ресурсы нужны для них.

#### Режим мультиплеера
Этот режим позволит вам поиграть с вашим другом. В этом режиме есть как совместное прохождение — вам нужно убить босса в центре карты, — так и режим PvP — противостояние двух и более игроков.
Что нужно для этого режима:
- Пятый и более уровень (чем больше гномов, тем лучше).
- Открыть обработку стали в дереве технологий.
- Построить улучшенный портал.

После постройки этого портала вам дадут заклинание, которое требует 0 маны, дальше просто используйте его.

### Монстры (мобы)
Мобы делятся на четыре вида: дружелюбные, нейтральные, враждебные и призываемые.
Дружелюбных мобов можно приручить, построив ферму. Игрок будет получать определённые ресурсы от прирученного моба (овцы, ламы, курицы) с определённой периодичностью.
Кроме того, игрок может призывать мобов, которые будут помогать ему в сборе ресурсов (импы), копать, сражаться, строить (гномы).
Враждебные мобы поджидают игрока повсюду: на поверхности и под землей.
Нейтральные мобы не нападают на гномов, пока те не нападут сами.
По достижении 4-го уровня игроком начинается отсчёт до появления волны монстров. Волна монстров представляет красный портал, из которого первую половину ночи выходят монстры. Из портала появляются такие монстры как: Зомби, Большой зомби, Скелет, Скелет-строитель, Скелет-щитоносец, Скелет-разрушитель, Злобоглаз. Количество монстров, как и количество порталов, может увеличиваться.
Время до появления первой волны: 42 минуты + время до следующей ночи. Интервал между волнами: 54 минуты. Если уничтожить всех монстров из портала за 6 минут, то игрок получит дополнительный опыт. Недавно вышла новая версия игры 1.4.009, в которою добавили несколько новых монстров: Солдат-нежить, Неупокоенный-гном, Зомби-бронелом, Скелет-лучник, а также Гигант-метатель.
Гномы — подконтрольные игроку существа мира Craft the World. Их максимальное количество всегда равно уровню игрока. Погибших гномов возможно возродить с помощью зелья воскрешения при наличии хранителя душ. Если его нет, то на место погибшего гнома придет новый.

### Здоровье
Каждый гном вне зависимости от навыков имеет максимальное здоровье в 10 ед. (визуально — 3 сердца). Для восстановления здоровья существует несколько способов: использование эликсира, пища (имеющая эффект лечения), сон и отдых (гном стоит на месте и «бездельничает»), кольцо жизни, которое постепенно восстанавливает здоровье гнома.

### Навыки
Каждый новый гном изначально имеет 1 случайный навык, который в дальнейшем можно развить, используя книги, или обучить гнома на тренировочном манекене для воинов, мишени для лучников и магической сфере для магов. Есть улучшенные версии этих предметов: механический тренировочный манекен, тир и улучшенная магическая сфера. Обучить гномов другим навыкам можно только с помощью книг мастерства.
Всего существует 14 навыков:
- Лучник
- Охотник
- Мельник
- Лесоруб
- Повар
- Маг
- Рыбак
- Пловец
- Плотник
- Воин
- Шахтер
- Кузнец
- Скалолаз
- Каменотес

#### Взаимодействие
Свободные гномы автоматически идут выполнять задания, выданные игроком. Также они самостоятельно будут подбирать лежащие на земле предметы и относить их на склад. В некоторых случаях удобнее управлять каждым напрямую, взяв под ручной контроль. В этом режиме дальность установки и разрушения блока увеличивается на 1 одну клетку. Также неоспоримым плюсом ручного контроля является отсутствие необходимости ходить за ресурсами на склад, так как игрок и гном сразу имеют доступ ко всем запасам.

## Отзывы и продажи
| Иноязычные издания    | Иноязычные издания |
| Издание               | Оценка             |
| --------------------- | ------------------ |
| IGN                   | 6,2/10             |
| Русскоязычные издания |                    |
| Издание               | Оценка             |
| Riot Pixels           | 70 %               |

Летом 2018 года, благодаря уязвимости в защите Steam Web API, стало известно, что точное количество пользователей сервиса Steam, которые играли в игру хотя бы один раз, составляет 509 631 человек.